# Путинизам
Путинизам (рус. Путинизм) је друштвени, политички и економски систем Русије формиран током политичког вођства Владимира Путина. Постоје три фазе путинизма; класични путинизам (1999–2008), тандем фаза (2008–2012) и развијени путинизам (2012–данас). Карактерише га концентрација политичке и финансијске моћи у рукама „силовика“, садашњих и бивших „људи са ознакама на рамену“, који потичу из укупно 22 владине агенције за спровођење закона, од којих је већина Федерална служба безбедности (ФСБ), Министарство унутрашњих послова Руске Федерације, Оружане снаге Руске Федерације и Национална гарда Руске Федерације. Према Арнолду Бајхману, „Путинизам је у 21. веку постао једнако значајна парола као што је стаљинизам био у 20. веку.“
„Чекистичко преузимање“ руске државе и економске имовине наводно је извршено од стране Путинових блиских сарадника и пријатеља који су постепено постали водећа група руских олигарха и који су „преузели контролу над финансијским, медијским и административним ресурсима руске државе“ и ограничили демократске слободе и људска права. Према речима Џули Андерсон, Русија је трансформисана у „државу ФСБ-а“. Масовна деполитизација је описана као важан елемент друштвеног курса Путинизма. Пошто се обесхрабрује масовно друштвено учешће, политика се своди на „чисто управљање“ препуштено онима који су на власти, ослобођено мешања маса. У спољним пословима, путинизам је описан као националистички и неоимперијалистички.
Путинизам је први пут употребљен у чланку Андреја Пионтковског објављеном 11. јануара 2000. године у часопису „Советская Россия“ и постављеном на веб-сајт „Јаблоко“ истог дана. Путинизам је окарактерисао као „највишу и последњу фазу бандитског капитализма у Русији, фазу у којој, како је рекао један полузаборављени класик, буржоазија баца заставу демократских слобода и људских права у море; а такође и као рат, 'консолидацију' нације на тлу мржње према некој етничкој групи, напад на слободу говора и информисања, изолацију од спољног света и даљу економску деградацију“.

## Карактеристике
Социолози, економисти и политиколози наглашавају различите карактеристике система. М. Урнов и В. Касамара су међу политиколозима утврдили „директне знаке одступања актуелног политичког система Русије од основних принципа политике конкуренције“.

### Карактеристике путинизма које су истакли публицисти и новинари
- Ауторитарност;
- Култ личности Путина као „националног хероја“, кроз величање у медијима;[15][16]
- Јака председничка моћ,[17] ојачана чак и у поређењу са епохом Бориса Јељцина;[18]
- Јака контрола државе над имовином;[17]
- „суверена демократија“, тј. систем у којем Путин ради са „олигарсима створеним хаотичним, слободним тржишним, крони капитализмом“, који заузврат показују „апсолутну оданост“;[19]
- Елементи непотизма (задруга Озјеро);
- Ослањање на силовике (људе из неколико десетина безбедносних агенција, од којих су многи радили са Путином пре него што је дошао на власт);
- Селективна примена правде,[20][21] произвољна примена закона („Све је за пријатеље, закон је за непријатеље“);[22]
- Релативно либерална, али нетранспарентна финансијска и пореска политика;[2]
- режим "ручне контроле",[23][24][25] слаба техничка Влада која нема никакву политичку тежину, са стварном контролом земље из председничке администрације;[23]
- Највећа тајност моћи и закулисно доношење кључних одлука;[23]
- „конзервативни отпор“ западној „декаденцији“ нерелигије, „истополних бракова, радикалног феминизма, хомосексуализма, масовне имиграције“, која се глобализује „под окриљем демократије и људских права“;[19]
- Прихватање вредности православног хришћанства против либералног космополитизма, али и подршка другим анти-либералним, тврдо десничарским ауторитарцима изван Русије;[19]
- Коришћење тврдње о заштити „наше заједничке Отаџбине, Велике Русије“, као „духовног покрића за... клептократију“;[19]
- Несклоност власти слободи да изразе своје мишљење, цензура;[26]Руски председник Путин са верским вођама Русије, 2001. Путин је промовисао верски традиционализам и одбацивање неких западних либералних принципа, као што је толерисање хомосексуализма.
- Стратешки односи са Светим синодом Руске православне цркве, заштита имовинских интереса цркве,[27] и политика промовисања клерикализације друштва;[28]Сергеј Караганов, који се сматра блиским Путину, формулисао је многе кључне идеје које су довеле до инвазије Русије на Украјину.[29]
- Евроазијство које поставља да руска цивилизација не припада "европској" или "азијској" категорији већ уместо тога геополитичком концепту Евроазије, чиме Русију чини самосталном цивилизацијом;[30][31]
- Сверуска варијанта ултранационализма;[32]
- У међународној арени, путинизам карактерише носталгија за совјетским временима и жеља да се поврати ситуација пре 1989. године када се Совјетски Савез снажно такмичио са Сједињеним Државама у међународним пословима. Енергија се користи као инструмент међународне политике (тзв. „цевоводна дипломатија“);[33]
  - Као одговор на Руско-украјински рат, западни политичари су путинизам окарактерисали као "ауторитарност, ... империјализам, ... етнички национализам."[34]

### Карактеристике путинизма које су истакли политиколози
- Централизација,[35] председничка власт,[17] слабљење политичког утицаја регионалних елита и крупног бизниса;[14]
- Успостављање директне или индиректне државне контроле над главним телевизијским каналима земље, цензура;[14][36]
- Све већа употреба „административног ресурса“ (превара) на изборима на регионалном и савезном нивоу;[14][36]
- Стварно укидање система поделе власти, успостављање контроле над правосудним системом;[14][36]
- Нејавни стил политичког понашања;[14][36]
- Монополизација политичке моћи у рукама председника;
- Приоритет државних интереса над интересима појединца, ограничавање права грађана,[36] одмазде против цивилног друштва;[35]
- Стварање имиџа „опкољене тврђаве“, изједначавање опозиционих активности са непријатељством,[36] и истискивање са политичког поља;[37]
- Путинов култ личности [],[38] оличење државне сукцесије у њој након озбиљне повреде од распада Совјетског Савеза;[37]
- Бирократска ауторитарност,[39] присуство владајуће странке спојило се са бирократским апаратом;[36][39]
- Државни корпоративизам;[39][38]
- Јака контрола државе над имовином;[17]
- Агресивна спољна политика (џингоизам);[35]
- Фокус на ред и конзервативне вредности;[37]
- Идеологија националне величине;[37]
- Антизападно расположење.[37]

### Утицај Силовика
Социолошко истраживање које је открило овај феномен спровела је 2004. године Олга Криштановскаја, која је утврдила да је удео силовика у руској политичкој елити 25%. У Путиновом „ужем кругу“ који чини око 20 људи, број силовика расте на 58%, а затим опада на 18–20% у Парламенту и 34% у Влади. Према речима Криштановске, није било преузимања власти, како је кремљовска бирократија називала силовицима како би „успоставила ред“. Процес доласка силовика на власт наводно је почео 1996. године, током другог мандата Бориса Јељцина. „Не лично Јељцин, већ цела елита је желела да заустави револуционарни процес и учврсти власт.“
Када је силовик Владимир Путин именован за премијера 1999. године, процес је убрзан. Према речима Криштановске, „Да, Путин је са собом довео силовике. Али то није довољно да се разуме ситуација. Ево и објективног аспекта: цела политичка класа је желела да они дођу. Били су позвани у службу... Била је потребна јака рука, способна са становишта елите да успостави ред у земљи.“
Криштановскаја је такође напоменула да је било људи који су радили у структурама „повезаним“ са КГБ-ом/ФСБ-ом. Структуре које се обично сматрају таквим су совјетско Министарство спољних послова, Владана комисија за комуникације, Министарство спољне трговине, Новинска агенција Вести и друге. „Сам рад у таквим агенцијама не подразумева неопходне контакте са специјалним службама, али вас тера да размишљате о томе.“ Сумирајући број званичних и „придружених“ силовика, добила је процену од 77% таквих на власти.
Путинов главни саветник за националну безбедност, Николај Патрушев, који је веровао да је Запад годинама у необјављеном рату са Русијом, био је водећа личност иза ажуриране руске стратегије националне безбедности, објављене у мају 2021. године. Наведено је да Русија може користити „силне методе“ да би „оспречила или спречила непријатељске акције које угрожавају суверенитет и територијални интегритет Руске Федерације“.

### Амандмани на Устав Русије 2020.
Након референдума, Путиновим потписивањем извршне наредбе 3. јула 2020. године којом се званично уносе амандмани у руски Устав, они су ступили на снагу 4. јула 2020. године. Владимир Пастухов, руски политолог, адвокат и почасни виши научни сарадник Школе за словенске и источноевропске студије лондонског универзитетског колеџа, и Александар Подрабинек, совјетски дисидент, новинар и руски заштитник права грађана, наводе да Русија поприма карактеристике тоталитаризма као резултат уставних амандмана. Ово се огледа у постепеном, али сталном и агресивном процесу преузимања пуне контроле над јавним и приватним животом и де факто криминализацији сваке опозиције и дисидентства.

## Класификација

### Обавештајно стање
Према речима бившег генерала Секуритате Јона Михаја Пачепе, „У Совјетском Савезу, КГБ је био држава у држави. Сада бивши официри КГБ-а воде државу. Они држе 6.000 комада нуклеарног оружја земље, поверених КГБ-у 1950-их, а сада управљају и стратешком нафтном индустријом коју је Путин поново национализовао. Наследник КГБ-а, преименован у ФСБ, и даље има право да електронски прати становништво, контролише политичке групе, претражује куће и предузећа, инфилтрира се у савезну владу, ствара сопствене фронтовске организације, истражује случајеве и води сопствени затворски систем. Совјетски Савез је имао једног официра КГБ-а на сваких 428 грађана. Путинова Русија има једног ФСБ-овца на сваких 297 грађана.“
„Под председником Руске Федерације и бившим каријерним официром спољне обавештајне службе Владимиром Путином, успостављена је „држава ФСБ“ састављена од чекиста која учвршћује свој утицај на земљу. Њени најближи партнери су организовани криминалци. У свету који обележава глобализована економија и информациона инфраструктура, и где транснационалне терористичке групе користе сва расположива средства за постизање својих циљева и унапређење својих интереса, сарадња руских обавештајних служби са овим елементима је потенцијално катастрофална“, рекла је политиколошкиња Џули Андерсон.
Бивши официр КГБ-а Константин Преображенски дели сличне идеје. Када су га питали „Колико људи у Русији ради у ФСБ-у?“, одговорио је: „Цела земља. ФСБ поседује све, укључујући руску војску, па чак и сопствену Цркву, Руску православну цркву... Путин је успео да створи нови друштвени систем у Русији“.
„Русија Владимира Путина је нови феномен у Европи: држава коју дефинишу и којом доминирају бивши и активни официри безбедности и обавештајне службе. Чак ни фашистичка Италија, нацистичка Немачка или Совјетски Савез – све несумњиво много горе творевине од Русије – нису биле толико препуне обавештајних талената“, рекао је стручњак за обавештајну делатност Ројел Марк Герехт.

### Корпоративна држава
Андреј Иларионов сматра политички систем у Русији разноврсним корпоративизмом. Према речима Иларионова, бившег саветника Владимира Путина, ово је нови друштвено-политички поредак, „различит од било ког виђеног у нашој земљи раније“. Рекао је да су чланови Предузећа сарадника обавештајних служби преузели целокупну државну власт, следе кодекс понашања сличан омерти и „добијају инструменте који им дају моћ над другима – „повластице“ чланства, као што је право на ношење и употребу оружја“.
Према Иларионову, ова „Корпорација је преузела кључне владине агенције – Пореску службу, Министарство одбране, Министарство иностраних послова, Дума и медије под контролом владе – које се сада користе за унапређење интереса чланова [Предузећа]. Преко ових агенција, сваки значајан ресурс земље – безбедносни/обавештајни, политички, економски, информативни и финансијски – монополизован је у рукама чланова Предузећа“.
Чланови Предузећа створили су изоловану касту. Бивши генерал КГБ-а је рекао да је „чекиста врста... Добро КГБ наслеђе — рецимо отац или деда, који је радио за службу — високо цене данашњи силовици. Бракови између силовичких кланова се такође подстичу.“

### Једнопартијска бирократска држава
Руски политичар Борис Немцов и активиста Владимир Кара-Мурза дефинисали су путинизам 2004. године као „једнопартијски систем, цензуру, марионетски парламент, крај независног правосуђа, чврсту централизацију власти и финансија и хипертрофирану улогу специјалних служби и бирократије, посебно у вези са бизнисом“.

### Државни гангстеризам
Политички аналитичар Андреј Пионтковски сматра путинизам „највишом и кулминационом фазом бандитског капитализма у Русији“. Он верује да „Русија није корумпирана. Корупција је оно што се дешава у свим земљама када бизнисмени нуде званичницима велики мито за услуге. Данашња Русија је јединствена. Пословни људи, политичари и бирократе су исти људи. Приватизовали су богатство земље и преузели контролу над њеним финансијским токовима.“ Руско-америчка новинарка Маша Гесен је такође описала Русију као „мафијашку државу“.
Такве ставове дели и политиколошкиња Џули Андерсон, која је рекла да иста особа може бити руски обавештајни официр, организовани криминалац и бизнисмен. Такође је цитирала бившег директора ЦИА Џејмса Вулсија који је рекао: „Већ неколико година, почев од мог мандата, посебно сам забринут због преплитања руског организованог криминала, руских обавештајних служби и спровођења закона и руског бизниса. Често сам ову поенту илустровао следећом хипотетичком ситуацијом: Ако бисте имали прилику да започнете разговор са артикулисаним Русом који говори енглески, рецимо, у ресторану једног од луксузних хотела поред Женевског језера, а он носи одело од 3.000 долара и пар Гучи мокасина, и каже вам да је руководилац руске трговачке компаније и жели да разговара са вама о заједничком подухвату, онда постоје четири могућности. Можда је он оно што тврди да јесте. Можда је руски обавештајни официр који ради под комерцијалним покрићем. Можда је део руске организоване криминалне групе. Али заиста занимљива могућност је да је можда све троје и да ниједна од те три институције нема проблем са тим аранжманом.“
Према речима политичког аналитичара Дмитрија Глинског, „Идеја о Русији, д.о.о. – или боље, Русији, д.о.о. – потиче од руског бренда либертаријанског анархизма који државу посматра као још једну приватну наоружану банду која захтева посебна права на основу своје необичне моћи.“ „Ово је држава замишљена као „стационарни бандит“ који намеће стабилност елиминишући лутајуће бандите из претходне ере.“ У априлу 2006. године, ефективна приватизација царинске сфере разбеснела је самог Путина, где су се бизнисмени и званичници „стопили у екстази“.

## Идеологија
Аналитичари су описали руску државну идеологију под Путином као националистичку и неоимперијалистичку. Андреј Колесников описује Путинов режим од његовог трећег мандата као мешавину националистичког империјализма са конзервативним православљем и ауторитарним аспектима стаљинизма.
Политолошкиња Ирина Павлова је рекла да чекисти нису само корпорација људи уједињених ради експропријације финансијске имовине. Они имају дугогодишње политичке циљеве трансформације Москве у Трећи Рим и антиамеричку идеологију обуздавања Сједињених Држава. Колумниста Џорџ Вил је нагласио националистичку природу путинизма. Рекао је да „путинизам постаје токсична мешавина национализма усмереног против суседних народа и популистичке зависти, поткрепљене нападима државне моћи, усмерене против приватног богатства. Путинизам је национални социјализам без демонског елемента свог пионира...“. Према Иларионову, идеологија чекиста је нашизам, селективна примена права“.
У фебруару 2021. године, Путин је повезао своје личне мисли и идеологију са идеологијом Лава Гумиљова, наводећи да и он верује у „страственост“, успон и пад друштава како је описано у овој теорији и посебно да је Русија нација „која још није достигла своју највишу тачку“, са „бесконачним генетским кодом“.

### Антиамериканизам
Као одговор на растући антиамериканизам након Рата у Грузији у руској интелектуално-политичкој класи, директор Института за глобализацију и друштвене покрете, Борис Кагарлицки, рекао је: „Иронично, један од доминантних трендова овде је да смо антиамерички настројени јер желимо да будемо потпуно као Америка. Љути смо што је Американцима дозвољено да нападају мање нације, а нама није.“ У недавним руским анкетама, Сједињене Америчке Државе и њихови савезници су константно на врху листе највећих непријатеља Русије. Међутим, резултати анкете коју је објавио Левада Центар показују да су, од августа 2018. године, Руси све више позитивно гледали на Сједињене Америчке Државе након преговора између Русије и САД на самиту у Хелсинкију у јулу 2018. Према истраживачком центру Пју, „57% Руса старости од 18 до 29 година позитивно гледа на САД, у поређењу са само 15% Руса старости 50 и више година.“
Према речима директора московског Карнеги центра Дмитрија Трењина, антиамериканизам у Русији постаје основа за званични патриотизам. Даљи истраживач наводи да је руска владајућа елита престала да се претвара да прати Запад и да негује његове декларисане вредности. Сада Москва отворено изјављује да њене вредности нису потпуно заједничке са модерним западним вредностима у областима као што су демократија, људска права, национални суверенитет, улога владе, црква и природа породице. Путинова Русија је формирала савезе са антиамеричким режимима у незападним земљама као што су Кина и Иран. Према речима неких руских стручњака, антиамеричка расположења су углавном вођена домаћом политичком климом и имају мало везе са спољном политиком САД.